# Ram Sardjoe
Pour les articles homonymes, voir RAM.
Ramdien Sardjoe, né le 10 octobre 1935, est un homme d'État surinamien. Il fut vice-président du Suriname du 12 août 2005 au 12 août 2010.